# (20435) 1999 FU28
A (20435) 1999 FU28 a Naprendszer kisbolygóövében található aszteroida. A LINEAR projekt keretében fedezték fel 1999. március 19-én.